# 川柳町
川柳町（かわやなぎちょう）は、埼玉県越谷市の町名。現行行政地名は川柳町一丁目から五丁目。住居表示未実施地区。郵便番号は343-0827。

## 地理
埼玉県の東部地域で、越谷市の南西部に位置する。四方を武蔵野線・八条用水・葛西用水・草加市境に囲まれたエリアであり、宅地化が進んでいる。

### 河川
- 八条用水
- 葛西用水

## 歴史
- 1970年（昭和45年）7月1日 - 大字伊原、大字上谷、大字麦塚、大字千疋、大字別府、大字四条、大字南百、大字見田方、大字東方、大字蒲生、大字登戸の各一部から川柳町一丁目〜六丁目が成立[4]。
- 1974年（昭和49年） - 地内に埼玉県立越谷南高等学校が創立される。
- 1977年（昭和52年）4月1日 - 地内に越谷市立光陽中学校が越谷市立南中学校より分離して創設される。
- 1979年（昭和54年）4月1日 - 地内に越谷市立明正小学校が開校する。
- 2014年（平成26年）11月15日 - 川柳町六丁目がレイクタウンの一部となる。これにより越谷南高等学校の住所がレイクタウン七丁目となり、川柳町から外れる。

## 世帯数と人口
2018年（平成30年）3月1日現在の世帯数と人口は以下の通りである。
| 丁目         | 世帯数    | 人口    |
| ------------ | --------- | ------- |
| 川柳町一丁目 | 643世帯   | 1,451人 |
| 川柳町二丁目 | 414世帯   | 1,038人 |
| 川柳町三丁目 | 244世帯   | 534人   |
| 川柳町四丁目 | 662世帯   | 1,599人 |
| 川柳町五丁目 | 325世帯   | 911人   |
| 計           | 2,288世帯 | 5,533人 |

## 小・中学校の学区
市立小・中学校に通う場合、学区（校区）は以下の通りとなる。
| 丁目         | 番地 | 小学校             | 中学校             |
| ------------ | ---- | ------------------ | ------------------ |
| 川柳町一丁目 | 全域 | 越谷市立川柳小学校 | 越谷市立光陽中学校 |
| 川柳町二丁目 | 全域 | 越谷市立川柳小学校 | 越谷市立光陽中学校 |
| 川柳町三丁目 | 全域 | 越谷市立川柳小学校 | 越谷市立光陽中学校 |
| 川柳町四丁目 | 全域 | 越谷市立川柳小学校 | 越谷市立光陽中学校 |
| 川柳町五丁目 | 全域 | 越谷市立川柳小学校 | 越谷市立光陽中学校 |

## 交通

### 鉄道
地区境界付近を武蔵野線が走るが、駅は無い。最寄り駅は越谷レイクタウン駅となっている。

### 道路
- 埼玉県道380号柿木町蒲生線
- 富士見通り

## 施設
一丁目
- 越谷市立光陽中学校
- 越谷市立南中学校
- 越谷市立明正小学校
- 越谷市立川柳小学校
- 南越谷幼稚園
- 北越谷一丁目自治会館

二丁目
- 久伊豆神社
- 成就院
- 川柳公民館
- 田中家のクスノキ
- 東京電力パワーグリッド伊原変電所

三丁目
- 第二愛隣こども園
- 伊原八幡神社

四丁目
- 川柳公園
- 川柳四丁目公園
- 市立南体育館
- 根郷自治会々館
- 真言宗 常泉寺

五丁目
- 日蓮正宗 能持寺
- 智泉院
- 女体神社
- 稲荷神社